# Diederik Aerts
Diederik Aerts (Heist-op-den-Berg, 17 aprile 1953) è un fisico belga.
Ha condotto ricerche sui fondamenti delle teorie fisiche sin dal 1976, in particolar modo sulla struttura assiomatica della meccanica quantistica. Ha ottenuto il dottorato di ricerca presso l'Università di Ginevra nel 1981, ed è attualmente professore alla Vrije Universiteit Brussel, oltre che direttore del Leo Apostel Centre for Interdisciplinary Studies (CLEA), un centro inter-universitario di ricerca interdisciplinare. È editore capo della rivista internazionale Foundations of Science (FOS), pubblicata da Springer e selezionata dall'Institute for Scientific Information (ISI), ed è a capo del gruppo di ricerca 'Worldviews group', fondato dal filosofo Leo Apostel, che indaga sulla possibilità di costruire delle worldviews (concezioni del mondo) integrate, tenendo conto delle più recenti scoperte scientifiche. È stato coordinatore scientifico e artistico della conferenza 'Einstein meets Magritte', dove eminenti scienziati di livello internazionale, tra i quali Ilya Prigogine, Anne Teresa de Keersmaeker, Francisco Varela, si sono riuniti per riflettere su scienza, natura, azione umana e società.

## Ricerca
La ricerca di Aerts verte principalmente sulla comprensione delle strutture quantistiche, partendo da diversi punti di vista, tra i quali:
1. La giustificazione fisica della procedura del prodotto tensoriale nel descrivere sistemi compositi [6]
2. La descrizione di entità separate e gli assiomi quantistici mancanti[7]
3. Il paradosso di Einstein-Podolsky-Rosen e la sua soluzione[8]
4. La violazione della disuguaglianza di Bell nei sistemi macroscopici e cognitivi[9][10][11]
5. Non-località, entanglement e il ruolo dello spazio[12]
6. Elaborazione matematica delle strutture quantistiche e dell'assiomatica quantistica[13]
7. Il problema della misura[14]
8. L'interpretazione del formalismo quantistico[15][16]